# Концерт для органа с оркестром
Орга́нный конце́рт — вид концерта для солирующего органа в сопровождении оркестрового состава.
Среди авторов заметных концертов для органа с оркестром были Антонио Вивальди, Георг Фридрих Гендель, Иоганн Себастьян Бах, Йозеф Гайдн, Горацио Паркер, Александр Гедике, Ганс Галь, Пауль Хиндемит, Альфредо Казелла, Франсис Пуленк, Харальд Генцмер, Малкольм Арнольд, Наджи Хаким, Маргер Зариньш, Сергей Слонимский. К органному концерту близко подходит в жанровом отношении Концертная симфония для органа с оркестром Жозефа Йонгена. Органное соло может, однако, занимать и более скромное место в произведении для оркестра, не позволяющее говорить о концертной форме (например, в Третьей симфонии Камиля Сен-Санса).